# الپین مدوز (کالیفرنیا)
الپین مدوز، کالیفرنیا (به انگلیسی: Alpine Meadows, California) یک منطقهٔ مسکونی در ایالات متحده آمریکا است که در کالیفرنیا واقع شده‌است.

## خصوصیات
الپین مدوز ۱٬۹۷۵ متر بالاتر از سطح دریا واقع شده‌است.